# Мята канадская
Мя́та кана́дская (лат. Méntha canadénsis) — растение вид рода мята подсемейства Котовниковые семейства Яснотковые.

## Ботаническое описание
Многолетнее растение.
Стебли мяты канадской от 10 до 90 см в высоту.
Листья растения от 1,5 до 8 см длиной и от 0,8 до 4 см шириной. Листья линейно-ланцетные или яйцевидно-ланцетные, опушенные по жилкам.
Прицветники ланцетные. Чашечки от 2,5 до 3 мм в длину, опушенные. Венчики длиной около 5 мм, опушены редкими волосками. Растение цветёт с июля по август.

## Распространение
Мята канадская встречается в Западной и Восточной Сибири, на Дальнем Востоке, в Северном Китае, Японии, Корее, Северной Америке. Мята канадская растёт на сырых лугах, в зарослях долинных кустарников, лесах.
Включена в Красную книгу Чукотского автономного округа (2008).

## Использование
Мята канадская содержит эфирные масла. Листья растения подвергают сушке для дальнейшего использования. Свежие листья используются для приготовления мятного чая. Мятный чай применяется для устранения неприятного запаха изо рта и уменьшения зубной боли. Листья мяты канадской также добавляют в леденцы.
Хороший медонос и пыльценос. Пчелы в течение всего дня посещают цветы ради нектара и пыльцы. Продуктивность нектара 100 цветками в условиях юга Дальнего Востока 38,7 мг сахара.